# Untz Untz
Untz Untz (reso graficamente UNTZ UNTZ) è un singolo del rapper estone Tommy Cash, pubblicato l'8 agosto 2024.

## Accoglienza
Untz Untz ha suscitato reazioni contrastanti tra critica e pubblico, distinguendosi per la sua carica provocatoria e l'estetica audace.
La rivista Kindline Magazine ha descritto il brano come "un’esperienza adrenalinica che trascende i confini della musica tradizionale", lodando la capacità di Tommy Cash di fondere musica, arte e cinema in un progetto visionario. Il sito Affinity Ascension, invece, ha definito il singolo come "inno da rave ad alta energia", evidenziando la sua natura provocatoria e l'energia travolgente che lo caratterizza, dicendo che esso è "un'esplosione elettrica che incarna perfettamente lo spirito elettrizzante e ribelle di Tommy Cash".

## Video musicale
L'uscita del singolo è stata accompagnata da quella del videoclip, diretto da Tommy Cash e dalla regista russa Alina Pasok e prodotto dalla casa di produzione ungherese Kinomoto. Il video propone una parodia dei Giochi olimpici, immaginati come Sex Olympic Games (Olimpiadi del sesso), in cui una serie di discipline sportive vengono rappresentate in chiave esplicitamente erotica. Gli atleti, interpretati da veri performer del cinema per adulti, competono in versioni sessualmente connotate di diverse discipline olimpiche.
Nel corso del videoclip, numerosi sport vengono reinterpretati attraverso la lente dell'attività sessuale, tra cui:
- Atletica leggera: le corse sono trasformate in sequenze che mimano atti sessuali, con pose accentuate e movimenti allusivi.
- Lotta: i combattimenti tra atleti assumono connotazioni erotiche, con prese e posizioni che richiamano rapporti sessuali penetrativi.
- Scherma: i duelli vengono messi in scena con riferimenti fallici e movimenti simbolici legati al feticismo.
- Tiro con l'arco: l’azione del tendere l’arco e scoccare la freccia viene caricata di significati sessuali, evocando l'eiaculazione.
- Ginnastica artistica e sollevamento pesi: le performance sono reinterpretate con coreografie erotiche e l'uso di oggetti o movenze allusive, spesso vicine all'esibizionismo o al bondage.

A causa dei contenuti espliciti, il videoclip è stato distribuito in due versioni: una censurata su YouTube e una integrale non censurata su Pornhub.

## Tracce
Download digitale, streaming
Testi di Thomas Tammemets, musiche di Thomas Tammemets e Johannes Naukkarinen.
1. Untz Untz – 2:56